# Ivana Gagula
Ivana Gagula, (sinh ngày 21 tháng 8 năm 1988) là một người mẫu và nữ hoàng sắc đẹp. Cô đại diện cho Thụy Điển tại cuộc thi Hoa hậu Trái Đất 2007 được tổ chức ở Quezon, Philippines. Cô đã lọt vào Top 16.
Cô mang một nửa dòng máu Croatia và được sinh ra ở Banja Luka, Bosna và Hercegovina.